# ダウンタウン・ダラス
ダウンタウン・ダラス（英語: Downtown Dallas）は、アメリカ合衆国のテキサス州ダラスの中心業務地区(CBD)および地理的中心部。州内で2番目に大きい業務地区である。伝統的に東を州間高速道路345号線（州間高速道路45号線北端、国道75号線（中央高速道路）南端）、西を州間高速道路35号線、南を州間高速道路30号線、北をウッドール・ロジャース・フリーウェイで囲むダウンタウン環状幹線道路を境界としている。
2000年代初頭から続くダウンタウンの急成長は、ウッドール・ロジャース・フリーウェイ北に接続するヴィクトリー・パークやアップタウン/タートル・クリーク、そしてセントラル・エクスプレスウェイを東に越えたディープ・エルムやブライアン・プレイス、州間高速道路30号線を南に越えたシーダーズ、州間高速道路35号東線を西に越えたデザイン地区、ロウワー・オーク・ロウンの激しい成長も含まれ、ダウンタウン・ダラスの拡大に繋がった。現在のダウンタウンは計15地区で形成されている。
現在ダウンタウン・ダラスはそれら自体が唯一無二であり、互いに都市的つながりを持ちながらダウンタウン・ダラスを構成し、混みあった都会の中央都市地区の連結したグループとみなされている。

## 歴史
1963年11月22日のケネディ大統領暗殺事件でダウンタウン・ダラスは知られるようになった。のちのウエスト・エンド歴史地区にあるディーリー・プラザからパレードの車列に向かってジョン・F・ケネディアメリカ合衆国大統領とジョン・コナリーテキサス州知事が撃たれ、大統領は死亡し州知事は負傷した。旧テキサス教科書倉庫の一部は現在ケネディおよび暗殺について展示するシックスフロア博物館となっている。近くにはジョン・フィッツジェラルド・ケネディ・メモリアルがある。
1970年代から1980年代の建設ブームは全国的に有名な建築家たちにより影響を受けたスカイラインに独特で現代的な外郭を作り出した。また1980年代、19世紀後期のレンガ造りの膨大な倉庫をレストランや店舗とすることでウエスト・エンド歴史地区を形成していった。
ダウンタウンのアート地区のダラス・センター・フォー・ザ・パフォーミング・アーツの建設と共に、ダラスは1ブロックに4人の著名なプリッカー賞受賞者による4つの建物が存在する世界で唯一の都市となる。
2016年7月7日の警官銃撃事件、2019年6月17日の裁判所銃撃事件で全国的に注目を集めた。

### 拡大
この地域では多くの建物が住居に改築され、新たな高層コンドミニアムが建てられ、より多くの永住者が増えてきている。2017年現在、推定10,766人がこの地域に居住していた。近年再開発されたメイン・ストリート沿いにはレストラン、ホテル、高層住宅が立ち並ぶ。ダウンタウン・ダラスの成長の要因の一部として、ダラス高速運輸公社(DART)のライトレール4本とトリニティ・レイルウェイ・エクスプレスが通り、市により何としてでも開発を成し遂げるという積極的な姿勢が挙げられる。市は1億6千万ドルの公的資金を6億5千万ドルの民間投資を誘致するダウンタウン・ダラスの宅地造成に投じた。

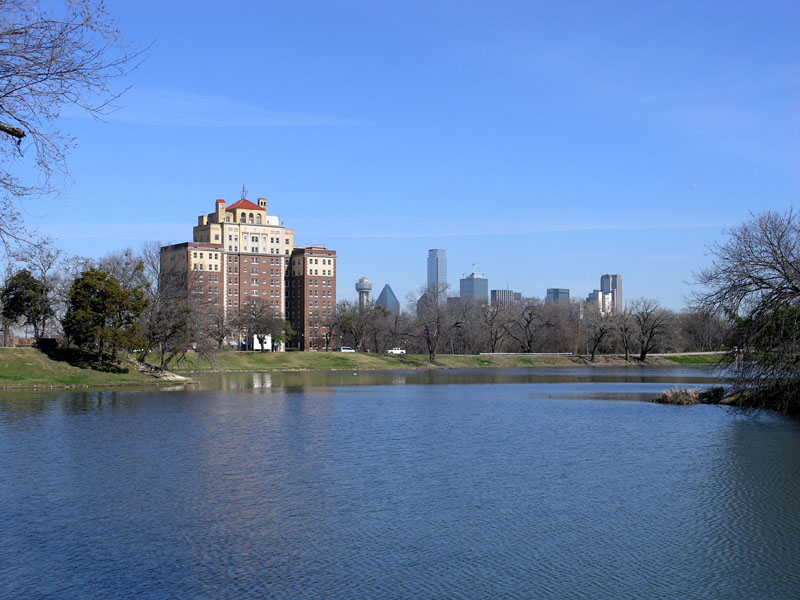
オーククリフのレイク・クリフからのダウンタウン・ダラスの眺め

2005年、アート地区にセブン-イレブンの新たな世界本社の入居する24階建てのオフィス、小売、住居などが混在するワン・アーツ・プラザ、ハント・オイルの本社ビルとなる17階建てで外壁には最新式のLEDの照明が施された鮮やかなハント・コンソリダイテッド・ビルの2軒が20年以上ぶりに新たなオフィスビルとして着工した。また2013年、アート地区に2億ドルを賭けた42階建ての住居用超高層ビルミュージアム・タワーが完成した。

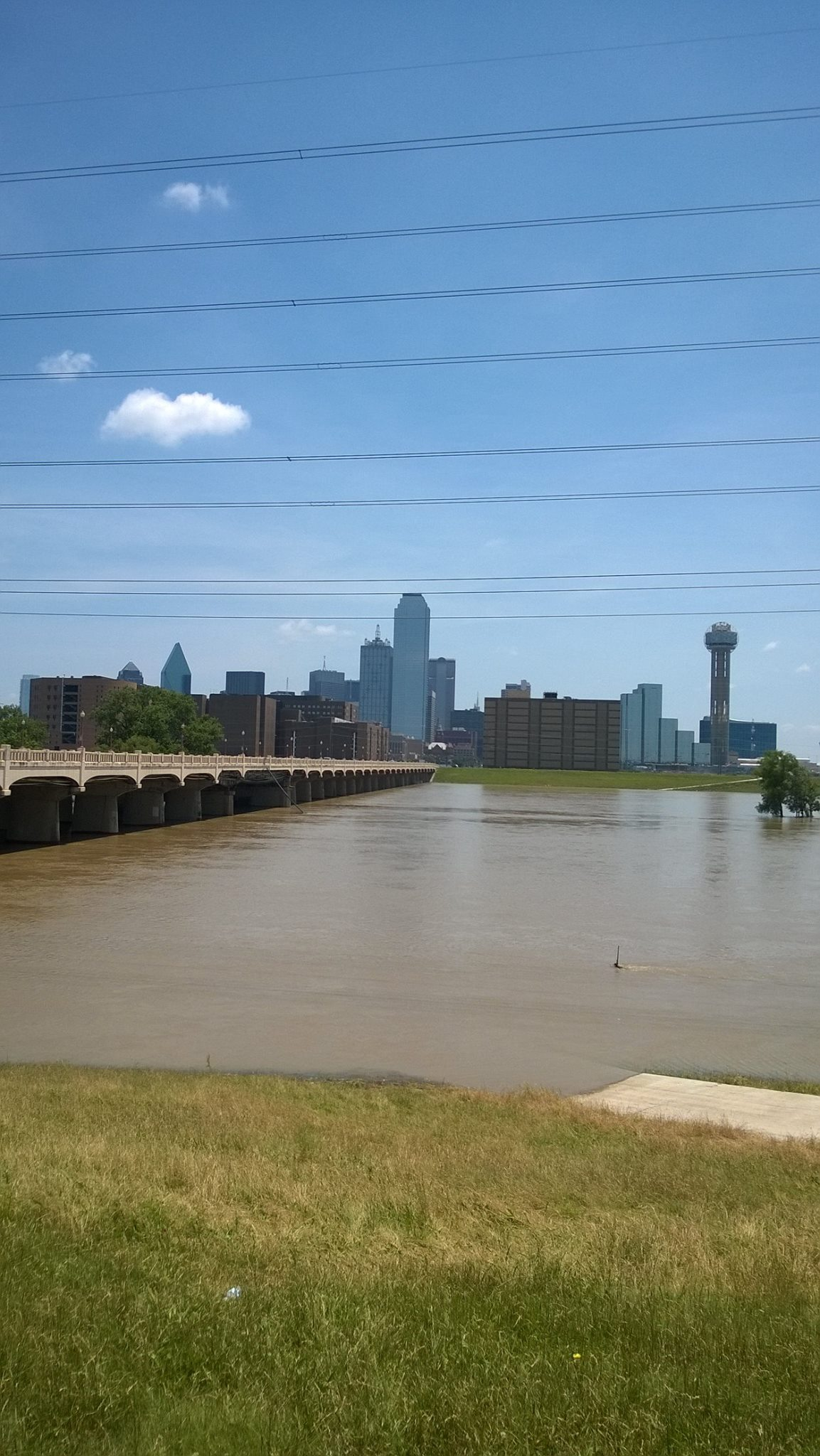
2015年の洪水の際のトリニティ川越しのダウンタウン・ダラス

トリニティ川回廊は巨大都市公園へと大幅な変化をするトリニティ川計画が行なわれている。サンティアゴ・カラトラバ設計により、乗馬センター、湖、遊歩道、3つの橋のある公園となる予定である。数年に亘り資金集めが常に問題となっていたが、最初の2つの橋が民間からの多額の支援を受け実現が本格化してきている。

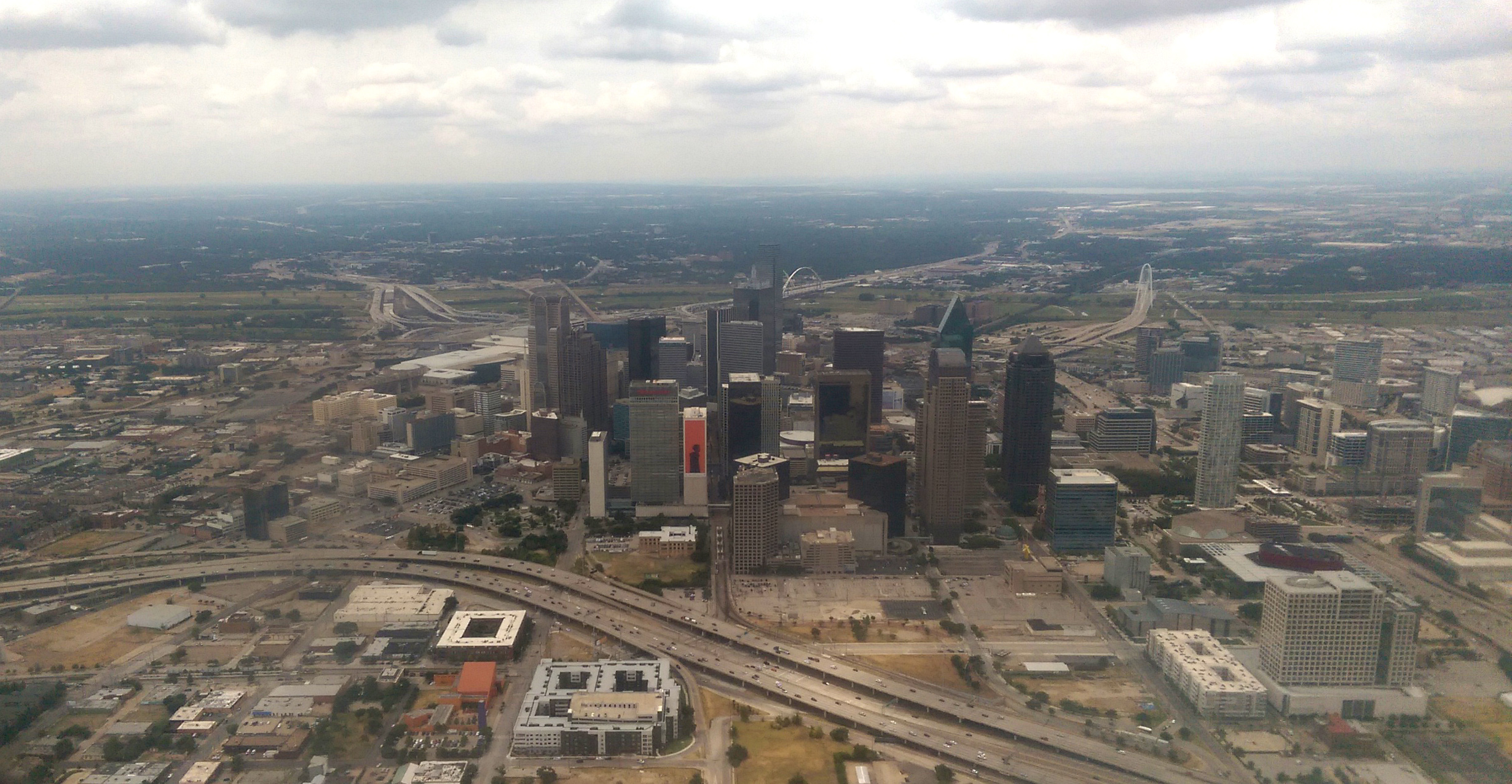
2016年、ダウンタウン・ダラス

| 中央ビジネス地区の人口、世帯数、雇用者数見積 |         |         |         |         |         |         |         |
|                                              | 2000年  | 2005年  | 2010年  | 2015年  | 2020年  | 2025年  | 2030年  |
| 人口                                         | 14,654  | 20,646  | 29,446  | 33,139  | 39,781  | 47,098  | 59,337  |
| 世帯数                                       | 1,122   | 3,318   | 6,015   | 7,029   | 7,868   | 8,611   | 9,340   |
| 雇用者数                                     | 130,473 | 135,148 | 138,224 | 140,961 | 149,936 | 155,966 | 160,733 |

## 文化

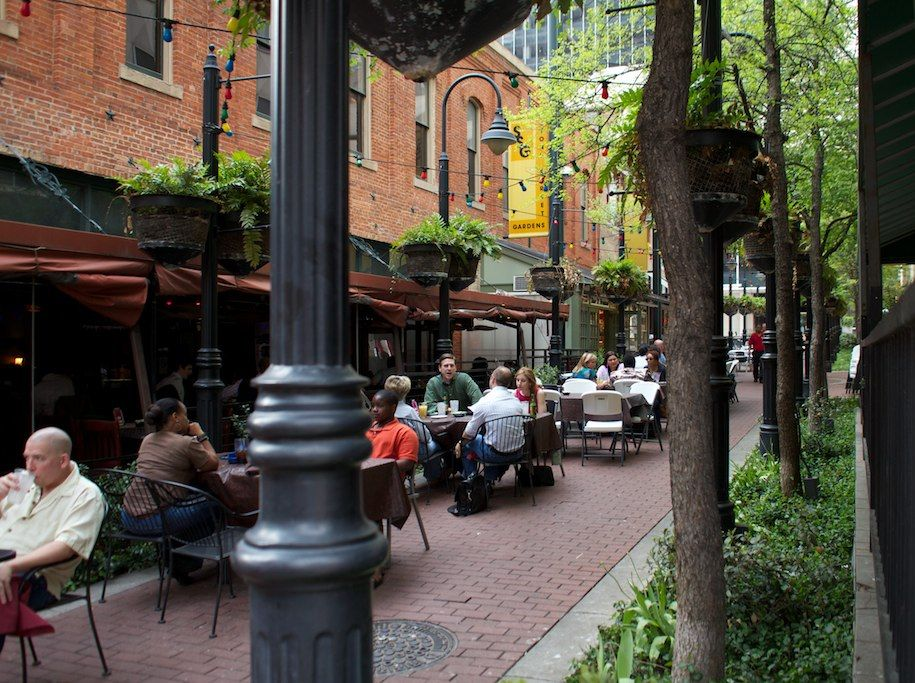
ストーン・ストリート・ガーデンはダウンタウン・ダラスのメインストリートとエルムストリートを繋ぐ、ビストロ、パブ、レストランが並ぶ景観を整えられた都会のオアシスである。

ダウンタウン・ダラスは、市は中心部が劇的に向上するとする一連の重要な変化を遂げている。これらの変化はヴィクトリー・パーク、アート地区、トリニティ川、コンベンションセンターの4つの地区で行なわれている。
2001年開業のアメリカン・エアラインズ・センターのあるヴィクトリー・パークは全米でブラウンフィールド再開発計画に最も成功した場所の1つで、33階建てのWダラスヴィクトリーホテル&レジデンツ(2006年)、28階建ての住居ビル「サーク」(2007年)、29階建ての住居ビル「ザ・ハウス」(2008年)、20階建てのオフィスビル「オールド・ヴィクトリー・パーク」(2009年)などの新たな高級ホテル、住居ビル、オフィスビルの他、2012年終盤に1億8500万ドルかけた近郊の新たな14階建てのモダンな「ペロー自然科学博物館」が開業した。
近年、世界最大のアート地区の1つであるダラス・アート地区は10年に亘る大規模な建設計画の最終段階を遂げ、2013年、2,300席のウィンスピア・オペラ・ハウス、複数の劇場のあるダラス・センター・フォー・ザ・パフォーミング・アーツ(現AT&Tパフォーミング・アーツ・センター)、住居スペース、小売店、公園、42階建ての住居タワーであるミュージアム・タワーが開業した。アート地区の著名な見どころの1つにダラス美術館がある。
トリニティ川回廊がダウンタウン・ダラスで最も劇的に変化している。現在、トリニティ川はダウンタウンから遠い位置に人工的に直線的に流れているが、市は自然の流れに戻している最中であり、ダウンタウン地域の境界に2つの大きな湖を形成し、川および新たな湖を越えて大規模な斜張橋であるマーガレット・ハント・ヒル橋が建てられた。市によりトリニティ川計画と呼ばれるこのプランは洪水からダウンタウンを守り堤防を強化するものでもある。
ダウンタウン中央ビジネス地区によりヴィクトリー・パークとアート地区から離れ、200万平方フィート以上のダラス・コンベンション・センターのあるコンベンションセンター地区がある。2011年、23階建てのコンベンションセンター・ホテルであるオムニ・ダラス・ホテルが開業した。市はこれらの変化によりダウンタウン地域にさらなる定住者を見込み、2010年の国勢調査では20世紀終盤の約1,000人から5,291人に増えた。
市は複数の非営利団体と共に1億1千万ドルを投入して調和のとれたアップタウン/ダウンタウン地区を形成するためにウッドール・ロジャース・フリーウェイ上にアーバン・デッキ・パークを建設し、2012年に開業した。この5.2エーカーの都市緑地はクライド・ウォレン・パークと名付けられ、アップタウンの不動産市場とアート地区の開発ブームの相乗効果を強化し、ダウンタウンの継続する成長および再開発の一助となっている。この公園はその位置や特徴からしばしば「都会のオアシス」と呼ばれている。

## 主要雇用主
2008年、AT&Tはサンアントニオからダウンタウン・ダラスのウィンテイカー・タワーに本社を移転した。トム・レパート市長はAT&Tがダウンタウン・ダラスに留まることを望むと語った。金融サービスのコメリカはコメリカ・バンク・タワーに本社がある。TMアドバタイジングもこのビル内に本社がある。2008年、テネット・ヘルスケアはガソリン代の高騰およびダウンタウンの再活性化のためにダラスの北の郊外からファウンテン・プレイスに本社を移転した。
ビーロウ・コーポレーションおよびAHビーロウはビーロウ・ビルディングに本社がある。セブン-イレブンはワン・アーツ・プラザに本社がある。エナジー・フューチャー・ホールディングはエナジー・プラザに本社がある。グレイハウンド・ラインズは北セントポール通り350番に位置する。「ダラス・モーニングニュース」紙はダウンタウンに本社がある。ニーマン・マーカスはオールド・ニーマン・スクウェアに本社がある。トラメル・クロウ・カンパニーはトラメル・クロウ・センターに本社がある。KPMGおよびシドリー・オースティンのダラス支社がKPMGセンターにある。フィッチ・ウィッチ?はダウンタウンに本社がある。デロイトはチェイス・タワーにオフィスを構える。観光客の増加とコンベンションの誘致のために市から委託されている501(c)(6)のヴィジットダラスはダウンタウンに本社がある。

## 地域
Template:Downtown Dallas labelled map

### ループ内
- アート地区 Arts District
- シティセンター地区 City Center District
- コンベンションセンター地区 Convention Center District
- ファーマーズマーケット地区 Farmers Market District
- ガバメント地区 Government District
- メインストリート地区 Main Street District
- リユニオン地区 Reunion District
- ウエスト・エンド歴史地区 West End Historic District

### ループ外
- トリニティ・デザイン地区 Trinity/Design District
- ヴィクトリー・パーク Victory Park (ステモンズ・コリドア Stemmons CorridorまたはオークロウンOak Lawnの一部ともされる)
- アップタウン Uptown (オークロウンの一部ともされる)
- ステート・トーマス State Thomas (オークロウンの一部ともされる)
- ブライアン・プレイス Bryan Place (イーストダラス East Dallasの一部ともされる)
- ベイラー・ミドウズ Baylor-Meadows (イーストダラスの一部ともされる)
- ディープエルム Deep Ellum (イーストダラスの一部ともされる)
- フェア・パーク (イーストダラスの一部ともされる)
- シーダーズ Cedars (サウスダラス South Dallasの一部ともされる)

## 最も高い建築物
1. バンク・オブ・アメリカ・プラザ - 921フィート (281 m)
2. ルネッサンス・タワー Renaissance Tower - 886フィート (270 m)
3. コメリカ・バンク・タワー Comerica Bank Tower - 787フィート (240 m)
4. チェイス・タワー Chase Tower - 738フィート (225 m)
5. ファウンテン・プレイス Fountain Place - 720フィート (219 m)
6. トラメル・クロウ・センター Trammell Crow Center - 686フィート (209 m)
7. 1700パシフィック 1700 Pacific - 655フィート (200 m)
8. サンタンダー・タワー Santander Tower - 645フィート (197 m)
9. エナジー・プラザ Energy Plasa - 629フィート (192 m)
10. ドレヴァー The Drever - 628フィート (191 m)

## 交通

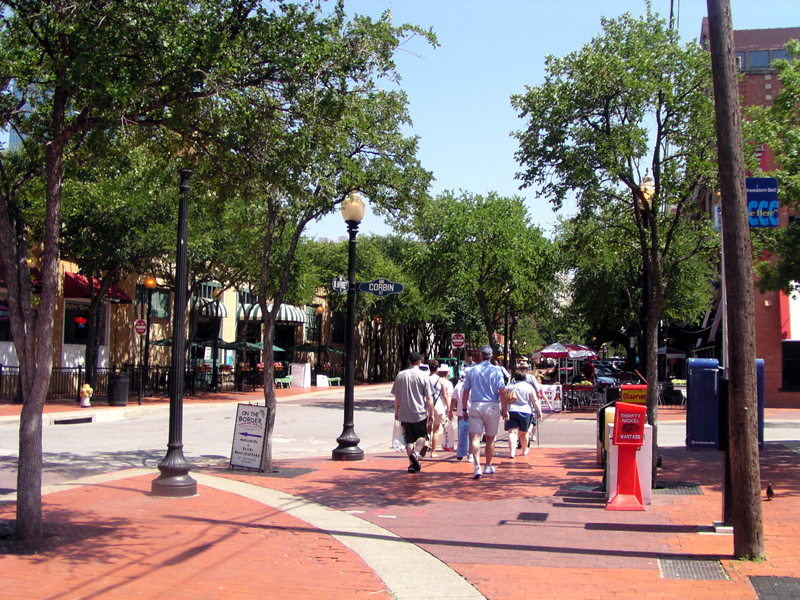
ウェスト・エンド歴史地区のマーケット・ストリートを南に見る眺め

北から時計回りに支線道路366号線（ウッドール・ロジャース・フリーウェイ）、標識のない北に伸びる州間高速道路345号線（北に国道75号線（中央高速道路）、南に州間高速道路45号線）、州間高速道路30号線、35号線東と主要な環状高速道路で囲まれている。この環状線はダラスのハブ・アンド・スポーク高速道路システムの中心となっており、ワゴンの車輪になぞらえる。国道67号線は南に州間高速道路35号線東、東に州間高速道路30号線とダウンタウンを通り、国道175号線とダラス北有料道路はダウンタウンから1マイル内で他の主要高速道路と繋がる。
ダウンタウンはDARTライトレールシステムの中心となっている。ブルーラインとレッドラインがコンベンションセンター駅、ユニオン駅、ウエスト・エンド駅、アカード駅、セントポール駅、パール駅を通り、南北を繋ぐ。通勤列車のトリニティ・レイルウェイ・エクスプレスがダウンタウン・フォートワースとダウンタウン・ダラスのユニオン駅を繋ぐ。ユニオン駅にはアムトラックも通っており、シカゴやロサンゼルスと繋がっている。
マッキニー・アベニュー交通局の無料路面電車であるM-Lineがアップタウンからセントポール通りに繋がり、ロス・アベニューを終点としている。北からマッキニー・アベニューをダウンタウンに向かい、セントポールからロマック地区を通り、ブラックバーン・アベニューとコール・アベニューに沿ってウエスト・ヴィレッジを周回する。ウエスト・ヴィレッジへの支線道路がシティプレイス駅に向かう。
グレイハウンド・ラインズのターミナルが南ラマー通り205番地にある。ダラス高速運輸公社(DART)は公共バスシステムのハブとして東西乗換センターを操業している。デントン郡交通局はデントン2箇所、ルイスビル1箇所、他にデントンとキャロルトンに1箇所ずつ停車する高速通勤バスを運行している。
ダラス歩行者ネットワークはダウンタウンの36街区に亘りアップグレードされた歩道システムである。このシステムは橋梁、ガレージ、トンネルから通じる公園、スカイウォークと繋がっている。このネットワークには平日昼間に営業する店舗、レストラン、オフィスの入った地下街も含まれる。
コンベンションセンター南端にあるダラスCBDバーティポートは世界最大の高層ヘリポート/バーティポートとされている。60 x 60 ft (18 x 18 m)のコンクリート製ヘリパッド2箇所、169,000平方フィート (15,700 m2)の甲板があり、ベル・ボーイングV-22オスプレイなどのティルトローター機も離着陸できる。

## メディア
『Dマガジン』誌、『ダラス・モーニングニュース』紙、テレビ局のWFAAおよびKDFWの本社がダウンタウンにある。

## 政治および設備
ダラス市役所がダウンタウン・ダラスに位置している。

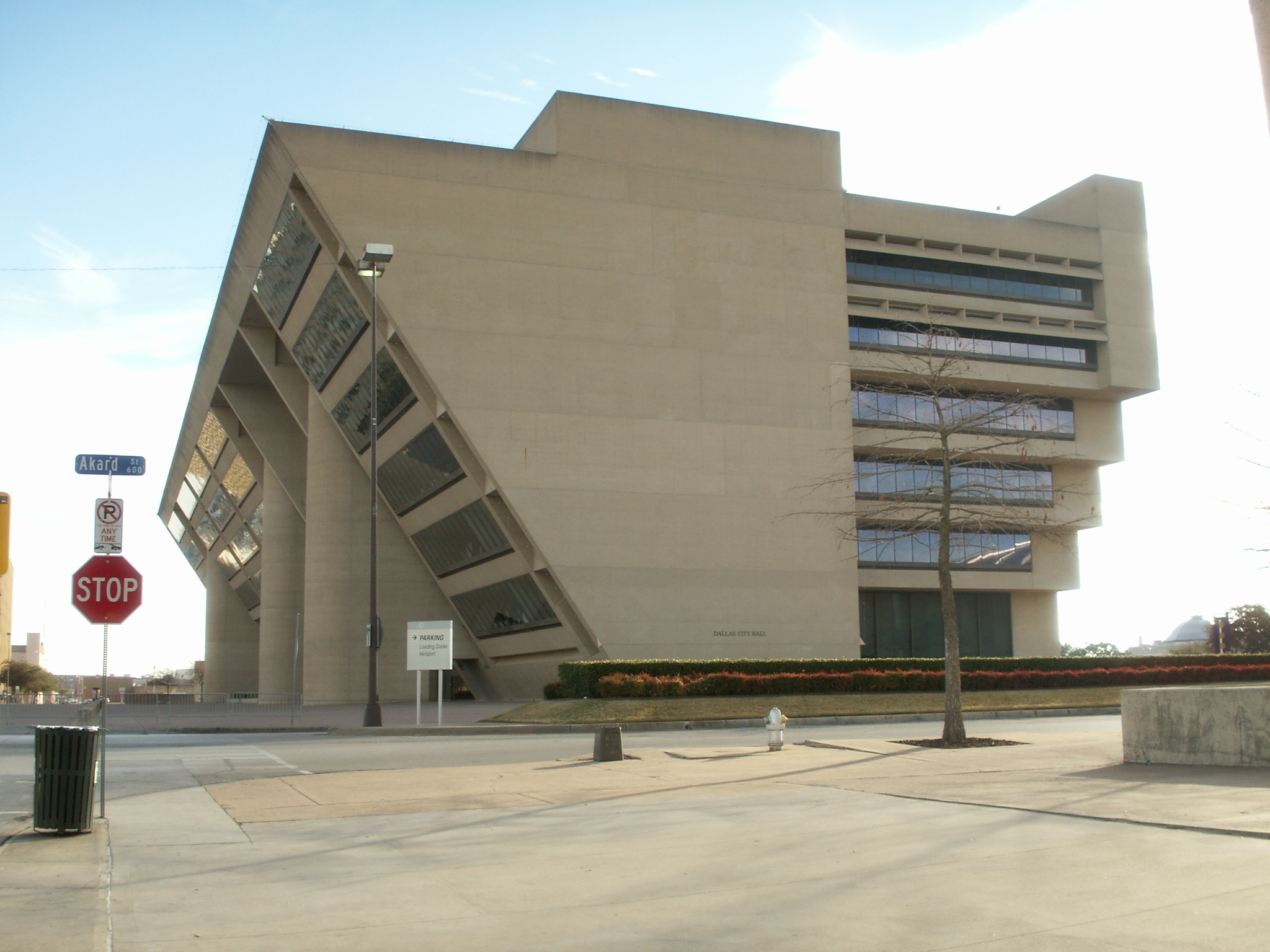
ダラス市役所

テキサス第5地区控訴裁判所がダウンタウンのジョージLアレン・シニアコートビルに位置する。
アメリカ合衆国郵便公社ダウンタウン・ダラス局が北アーヴェイ通り400番地にある。

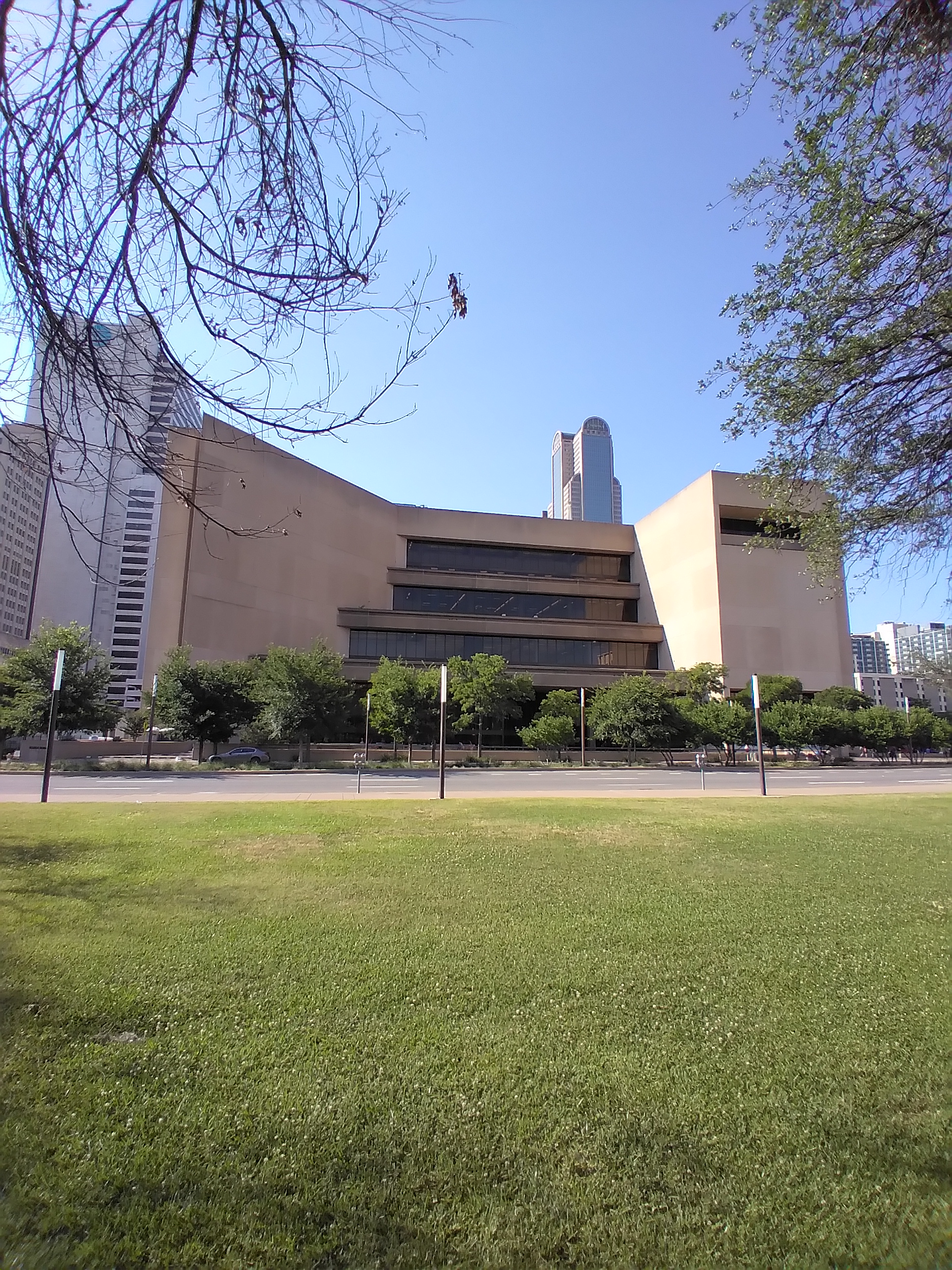
Jエリク・ジョンソン中央図書館

ダラス市立図書館本館Jエリク・ジョンソン中央図書館がダウンタウン・ダラスにある。

## 教育

### 小中学校

#### 公立学校
ダウンタウンの学区はダラス独立学区である。
Booker T. Washington High School for the Performing and Visual Arts、エルセントロ・カレッジのDr. Wright L. Lassiter Jr. Early College High School、Pegasus School of Liberal Arts and Sciencesの3校がダウンタウンにある。Pegasus Complexもダウンタウンにある。
ダウンタウンの近隣の学校は環状線の外にある。環状線の内側のダウンタウンのほぼ全てがBen Milam Elementary Schoolの学区で、狭い一部がIgnacio Zaragoza Elementary School学区となっている。環状線の内側のダウンタウンの全てがAlex W. Spence Middle SchoolおよびNorth Dallas High Schoolの学区である。
2012年に閉校するまでシーダーズのCity Park Elementary Schoolがダウンタウン南部の学区であった。以前ダウンタウンの学区であった小学校はMartin Luther King Jr.、Sam Houston、Esperanza "Hope" Medranoが含まれる。以前ダウンタウンの学区であった中学校はBilly Earl DadeおよびThomas J. Ruskである。以前James Madison High Schoolはダウンタウンの学区の一部となっていた。
K-3のチャーター・スクールのUplift EducationのLuna Academyがダウンタウンにある。かつてLaureateと呼ばれていたが、同名校があり裁判沙汰となることを恐れて改名した。

#### 私立学校
ダウンタウンの都心部にある、プリKからK-12のプレップ校であるファースト・バプティスト・アカデミー・オブ・ダラスの学区ともなっている。ローマ・カソリック・ダラス司教区の支援による、3歳からK-8までの初等教育の私立学校であるホリー・トリニティ・カソリック・スクールが近隣に位置する。

### カレッジおよび大学

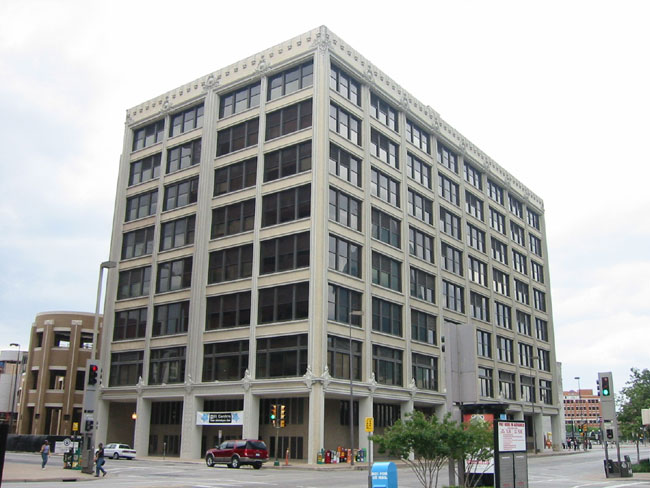
エル・セントロ・カレッジ

ダウンタウンにダラス・カレッジのエル・セントロ・カレッジがある。
北西40マイル (64 km)のデントンにある北テキサス大学が法科大学院をダウンタウンに開校した。
テキサス大学アーリントン校、テキサスA&M大学コマース校、北テキサス大学がダウンタウンのユニバーシティズ・センター・オブ・ダラスで学位プログラムを提供している。

## 公園
2019年、ダウンタウン・ダラス公園局が資金を提供し、3.7エーカー (1.5 ha)のパシフィック・プラザがオープンした。「ダラス・モーニング・ニュース」紙のシャロン・グリグスビーは、この公園について無人地帯と語った。10月中旬、開幕式が行なわれた。